# Гольц, Теодор Александр Георг Людвиг фон дер
Барон Теодор Александр Георг Людвиг фон дер Гольц (нем. Theodor Alexander Georg Ludwig Freiherr von der Goltz; 10 июля 1836, Кобленц — 6 ноября 1905, Бонн, Пруссия) — немецкий агроном

, историк сельского хозяйства и педагог; ректор Альбертины (1885) и Саланы (1893).

## Биография
Теодор Гольц родился 10 июля 1836 года в Кобленце и происходил из старинного дворянского рода фон дер Гольц; сын подполковника Александра Фердинанда Филиппа Вильгельма фон дер Гольца (нем. Alexander Ferdinand Philipp Wilhelm Freiherr von der Goltz; 1800, Кёнигсберг — 1870, Кобленц) и его жены фрау Марии Гебель (нем. Frau Maria Goebel; 1804, Золинген — 1864, Кобленц) — сестры теолога Максимилиана Гебеля (нем. Maximilian Goebel; 1811—1857); генерал-майор прусской армии Александр Вильгельм фон дер Гольц (1774—1820) приходился Теодору дедом. 
Вместе со своим старшим братом Германом Александром Георгом Максимилианом (1835—1906), ставшим позднее протестантским теологом, он начал своё образование в средней школе родного города. Осенью 1853 года он начал изучать юриспруденцию и политологию в Университете Эрлангена, где вступил в студенческую ассоциацию «Erlanger Wingolf». Перейдя в Боннский университет, Гольц, проучившись там лишь один семестр, был вынужден  в 1854 году прервать учебу из-за серьезной болезни глаз. Гольц решил пройти сельскохозяйственное обучение на практике и в течение года знакомился с ведением сельского хозяйства в Рамелове в Померании. С осени 1858 года он учился в Сельскохозяйственной академии в Бонн-Поппельсдорфе. 
После сдачи выпускных экзаменов в Сельскохозяйственной академии в 1860 году Теодор Александр Георг Людвиг Фрайгерр фон дер Гольц работал учителем сельского хозяйства в Сельскохозяйственной школе в Гут-Ризенродт, недалеко от Вердоля, в Вестфалии. Там он написал трактат о необходимости сельскохозяйственных ассоциаций вместе с предложениями по их организации.
В 1862 году Гольц получил докторскую степень по философии в Лейпцигском университете, после чего стал преподавателем Сельскохозяйственной академии в Вальдау в Восточной Пруссии (ныне Пржилашек, Польша) и одновременно руководил там сельскохозяйственной школой. 
В 1865 году, по поручению прусского правительства, Гольц переехал в провинцию Шлезвиг-Гольштейн, в 1867 году был отправлен на Всемирную выставку в городе Париже, а в июне 1869 года он был назначен профессором и директором основанного там сельскохозяйственного института при Кёнигсбергском университете. В Кёнигсберге учёный не только занимался вопросами сельского хозяйства, но также занимался религиозными и социальными вопросами. 

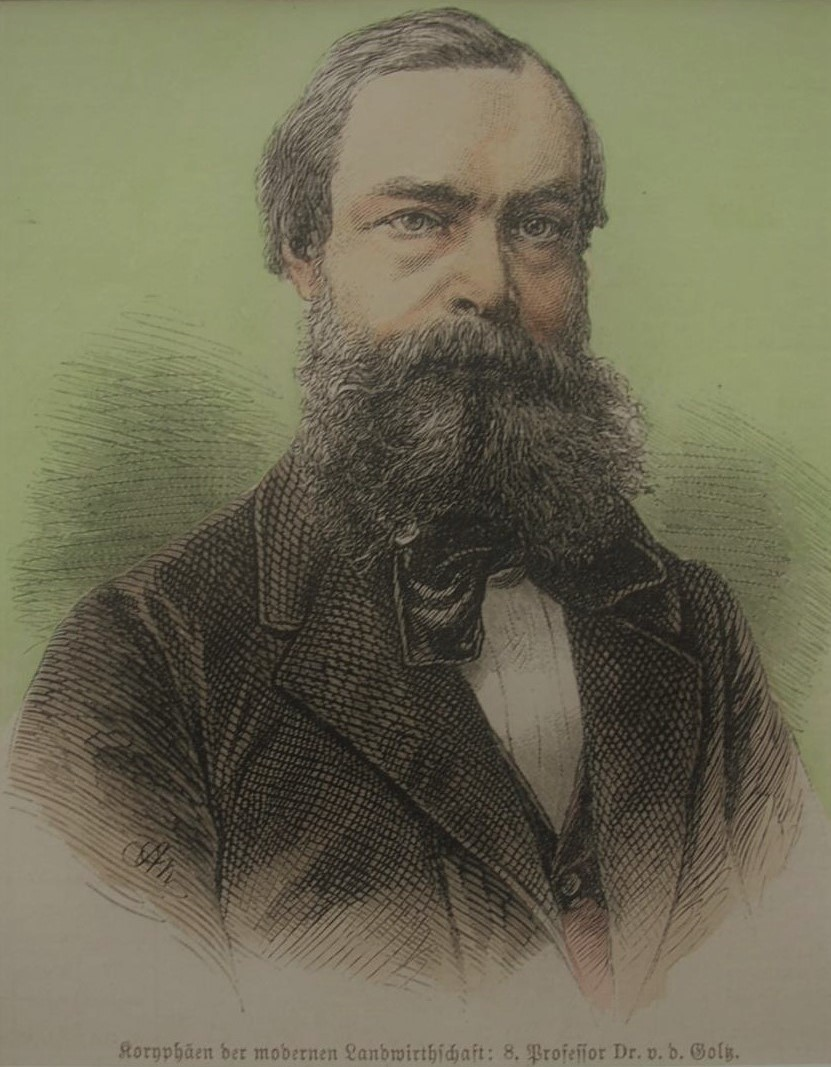
Теодор фон дер Гольц

23 июля 1869 года Теодор фон дер Гольц женился на Берте Агнес Терезе Теодоре Каролине Вильгельмине Фердинанде (нем. Berta Agnes Therese Theodora Karoline Wilhelmine Ferdinande; 29.03.1838 — 27.12.1901, Бонн); 29 октября 1870 года у них родилась дочь Мария Теодора Фрейин фон дер Гольц (нем.  Maria Theodora Freiin von der Goltz; ум. 16.11.1951). 
В летнем семестре 1885 года Гольц занимал пост ректора Альбертины. В зимнем семестре 1885—1886 гг. фон дер Гольц занимал должность профессора сельскохозяйственных исследований в Йенском университете, где стал директором Йенского сельскохозяйственного института и был назначен советником суда Заксен-Веймар-Айзенаха. В Йене он также принимал участие в организационных задачах университета и был ректором Саланы в зимнем семестре 1893 года. 
В 1895 году фон дер Гольц занял должность директора Сельскохозяйственной академии Бонн-Поппельсдорф и стал профессором сельского хозяйства и сельскохозяйственной политики в Боннском университете; эти две должности он занимал до самой смерти.
Теодор Александр Георг Людвиг Фрайгерр фон дер Гольц скончался 6 ноября 1905 года в городе Бонне.
Заслуги учёного перед отечеством были отмечены прусским орденом Красного орла 3-й степени и орденом Белого сокола герцогства Саксен-Веймар-Эйзенах.